# Lotu Filipine
Lotu Filipine (ur. 27 sierpnia 1980) – tongański rugbysta, reprezentant kraju.
W roli kapitana kadry U-21 wziął udział w Mistrzostwach Świata 2000, został jednak odesłany z turnieju z powodu podejrzeń o seksualne nękanie.
W latach 2000–2008 rozegrał osiem spotkań dla tongańskiej reprezentacji zdobywając cztery przyłożenia. Wziął z nią udział w Pucharze Świata 2007 oraz dwóch edycjach Pucharu Narodów Pacyfiku (2006 i 2008). Z kadrą A uczestniczył natomiast w kilku edycjach Pacific Rugby Cup.
Na poziomie klubowym związany był z japońskim zespołem IBM Big Blue, wcześniej reprezentował zaś uniwersytecką drużynę Daito Bunka University.